# Triplicate (Bob Dylan)
Triplicate is het 38e studioalbum van Bob Dylan, uitgebracht op Columbia Records  op 31 maart 2017. Net als de albums Shadows in the Night en Fallen Angels, bevat het album alleen covers van popklassiekers uit het Great American Songbook, lichte populaire muziek uit de periode van begin 20e eeuw tot de opkomst van de rock-'n-roll. Over Shadows in the Night zei Dylan dat hij het geen covers wilde noemen, want de nummer waren al begraven en worden nu weer door hem blootgelegd. Bij de twee vorige albums was Frank Sinatra de verbindende factor. Op Triplicate kiest Dylan voor werk van beroemdheden als Cole Porter, George en Ira Gershwin, Richard Rodgers, Johnny Mercer en Jimmy Van Heusen.
Het album werd uitgebracht op 3 cd's met elk 10 nummers thematisch geordend. De opnamen vonden plaats in de  Capitol  Studios in Los Angeles. Dylan werd begeleid door zijn tourband onder leiding van Tony Garnier.

## Tracklist
| 1.                 | I Guess I'll Have to Change My Plans | Arthur Schwartz, Howard Dietz         | 2:27 |
| 2.                 | September of My Years                | Jimmy Van Heusen, Sammy Cahn          | 3:25 |
| 3.                 | I Could Have Told You                | Carl Sigman, Jimmy Van Heusen         | 3:37 |
| 4.                 | Once Upon a Time                     | Charles Strouse, Lee Adams            | 3:37 |
| 5.                 | Stormy Weather                       | Harold Arlen, Ted Koehler             | 3:05 |
| 6.                 | This Nearly Was Mine                 | Richard Rodgers, Oscar Hammerstein II | 2:48 |
| 7.                 | That Old Feeling                     | Sammy Fain, Lew Brown                 | 3:38 |
| 8.                 | It Gets Lonely Early                 | Jimmy Van Heusen, Sammy Cahn          | 3:10 |
| 9.                 | My One and Only Love                 | Guy Wood, Robert Mellin               | 3:21 |
| 10.                | Trade Winds                          | Cliff Friend, Charles Tobias          | 2:40 |
| Totale duur: 31:48 |                                      |                                       |      |

| 1.                 | Braggin'                  | Jimmy Shirl, Robert Marko, Henry Katzman | 2:44 |
| 2.                 | As Time Goes By           | Herman Hupfeld                           | 3:22 |
| 3.                 | Imagination               | Jimmy Van Heusen, Johnny Burke           | 2:34 |
| 4.                 | How Deep Is the Ocean     | Irving Berlin                            | 3:23 |
| 5.                 | P.S. I Love You           | Gordon Jenkins, Johnny Mercer            | 4:17 |
| 6.                 | The Best Is Yet to Come   | Cy Coleman, Carolyn Leigh                | 2:57 |
| 7.                 | But Beautiful             | Jimmy Van Heusen, Johnny Burke           | 3:22 |
| 8.                 | Here's That Rainy Day     | Jimmy Van Heusen, Johnny Burke           | 3:27 |
| 9.                 | Where Is the One          | Alec Wilder, Edwin Finckel               | 3:14 |
| 10.                | There's a Flaw in My Flue | Jimmy Van Heusen, Johnny Burke           | 2:47 |
| Totale duur: 32:07 |                           |                                          |      |

| 1.                 | Day In, Day Out                    | Rube Bloom, Johnny Mercer                      | 3:01 |
| 2.                 | I Couldn't Sleep a Wink Last Night | Harold Adamson, Jimmy McHugh                   | 3:15 |
| 3.                 | Sentimental Journey                | Les Brown, Ben Homer, Bud Green                | 3:11 |
| 4.                 | Somewhere Along the Way            | Jimmy Van Heusen, Sammy Gallop                 | 3:18 |
| 5.                 | When the World Was Young           | Philippe-Gérard, Angèle Vannier, Johnny Mercer | 3:47 |
| 6.                 | These Foolish Things               | Eric Maschwitz, Jack Strachey                  | 4:11 |
| 7.                 | You Go to My Head                  | John Frederick Coots, Haven Gillespie          | 3:06 |
| 8.                 | Stardust                           | Hoagy Carmichael, Mitchell Parish              | 2:30 |
| 9.                 | It's Funny to Everyone but Me      | Jack Lawrence                                  | 2:38 |
| 10.                | Why Was I Born                     | Jerome Kern, Oscar Hammerstein II              | 2:50 |
| Totale duur: 31:47 |                                    |                                                |      |

## Musici
- Tony Garnier (bassist) – staande bas
- Donnie Herron – pedal-steelgitaar
- George Receli – drums
- Charlie Sexton – gitaar
- Dean Parks – gitaar

## Hitnoteringen
Het album bereikte nummer 37 op de Billboard 200, nummer 17 op de UK Albums Chart, nummer 5 in Nederland en nummer 7in Vlaanderen.
- MusicBrainz release group: f490ca6a-ff96-4132-b235-71640f51d9d0